# Église d'Oripää
L'église d'Oripää (en finnois : Oripään kirkko) est une église située à Oripää en Finlande,.

## Description
L'église est construite en 1821 sous la direction de Charles Bassi dans un style néoclassique.
La chaire datant de 1675 et la plus ancienne cloche datant de 1750 viennent de l'église précédente,.
Le retable est peint en 1929 par Emil Rautala. 
La Direction des musées de Finlande a classé l'église parmi les sites culturels construits d'intérêt national.